# 交通违法

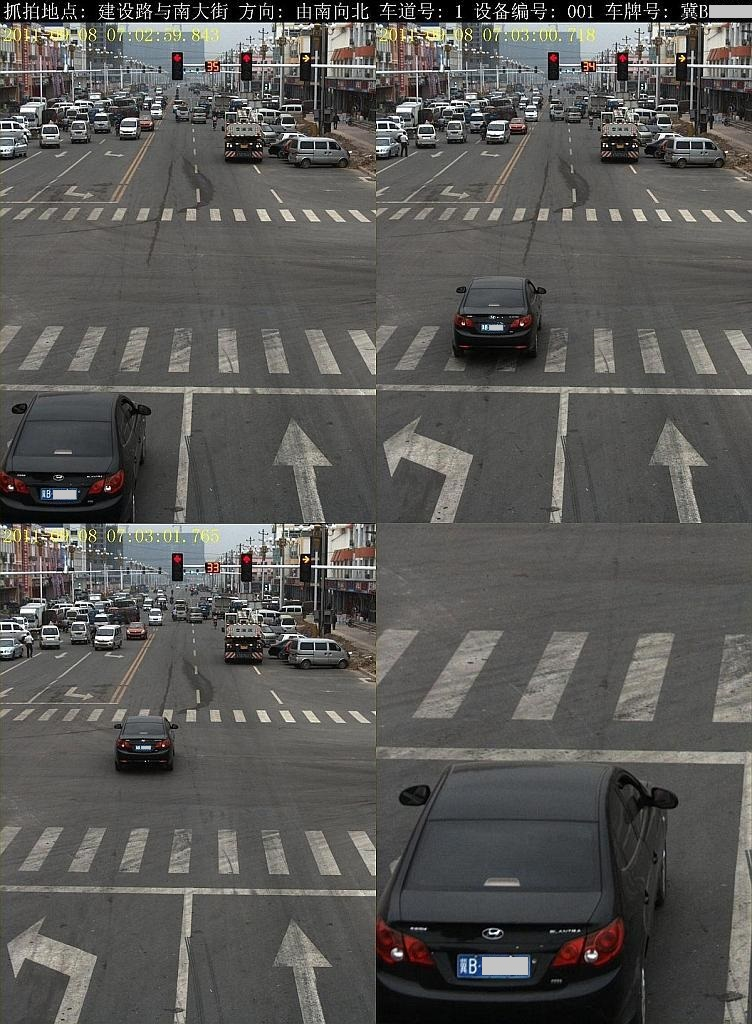
电子警察抓拍的车辆闯红灯的照片

交通违法是指车辆驾驶员在行驶中出現的违法行为。交通违法行为会威胁道路安全，进而导致交通事故。

## 常见的交通违法行为
根据中华人民共和国公安部2019年发布的数据，前十大交通违法行为包括：未按规定让行、违法超车、违法会车、违法倒车、违法变道、违法占道行驶、违法停车、违法掉头、违法抢行、未保持安全车距。

## 处罚
对于交通违法行为的处罚分为现场处罚和非现场处罚，前者是指执勤的交通警察现场查获的交通违法行为；后者是指电子警察拍摄的违法行为。此外，有些交通执法机关也接受公众提交的使用手机、行车记录仪等录像设备记录的视频作为证据进行处罚。
常见处罚方式包括（可单处或并处）：
- 行政处罚：
  - 警告：若行为人违法情节轻微，执法机关会对其处以口头或书面警告，意在使行为人引起警惕，防止其继续违法；[6]
  - 罚款：行为人需要以指定方式缴纳一定数额货币作为处罚，如果未能按期交款，则可能还须缴纳滞纳金；
  - 记分：根据具体违法行为，行为人会被记录一定的分数，若分数达到一定数值，其驾驶证会被暂扣，需要参加学习等才能恢复，也有可能直接吊销其驾驶证；
  - 暂扣驾驶证：在一段时间内取消行为人驾车资格的处罚，待期满或行为人接受学习或满足其他条件后方可恢复驾车资格；
  - 吊销驾驶证：取消机行为人驾车的资格的处罚，且可能在一定期限内或永久性禁止其重新考取驾驶证；
  - 行政拘留：若行为人有较为严重的交通违法行为，执法机关可在一定期限内限制其人身自由作为处罚；
- 刑事处罚：若行为人的交通违法行为触及刑法（例如醉酒驾车或在产生严重后果的交通事故中负有主要责任），则需要承担刑事责任。[7]